# Cascade-hegységi farkas
A Cascade-hegységi farkas (Canis lupus fuscus), a szürke farkas (Canis lupus) észak-amerikai alfaja.
Az egyetlen barna-fahéj színárnyalatú farkas, ami az Egyesült Államok északnyugati részén, Washington és Oregon államokban, valamint a kanadai Brit Columbiában élt. Bár 1839-ben írták le először, Edward Goldman amerikai zoológus külön fajként írt róla 1945-ben, öt évvel a kihalása után.
Közepes termetű ragadozó volt: 165 cm hosszú, 36–49 kg súlyú.